# Chrysosoma zengchengense
Chrysosoma zengchengense är en tvåvingeart som beskrevs av Zhu och Yang 2005. Chrysosoma zengchengense ingår i släktet Chrysosoma och familjen styltflugor. Inga underarter finns listade i Catalogue of Life.